# Злой белый человек

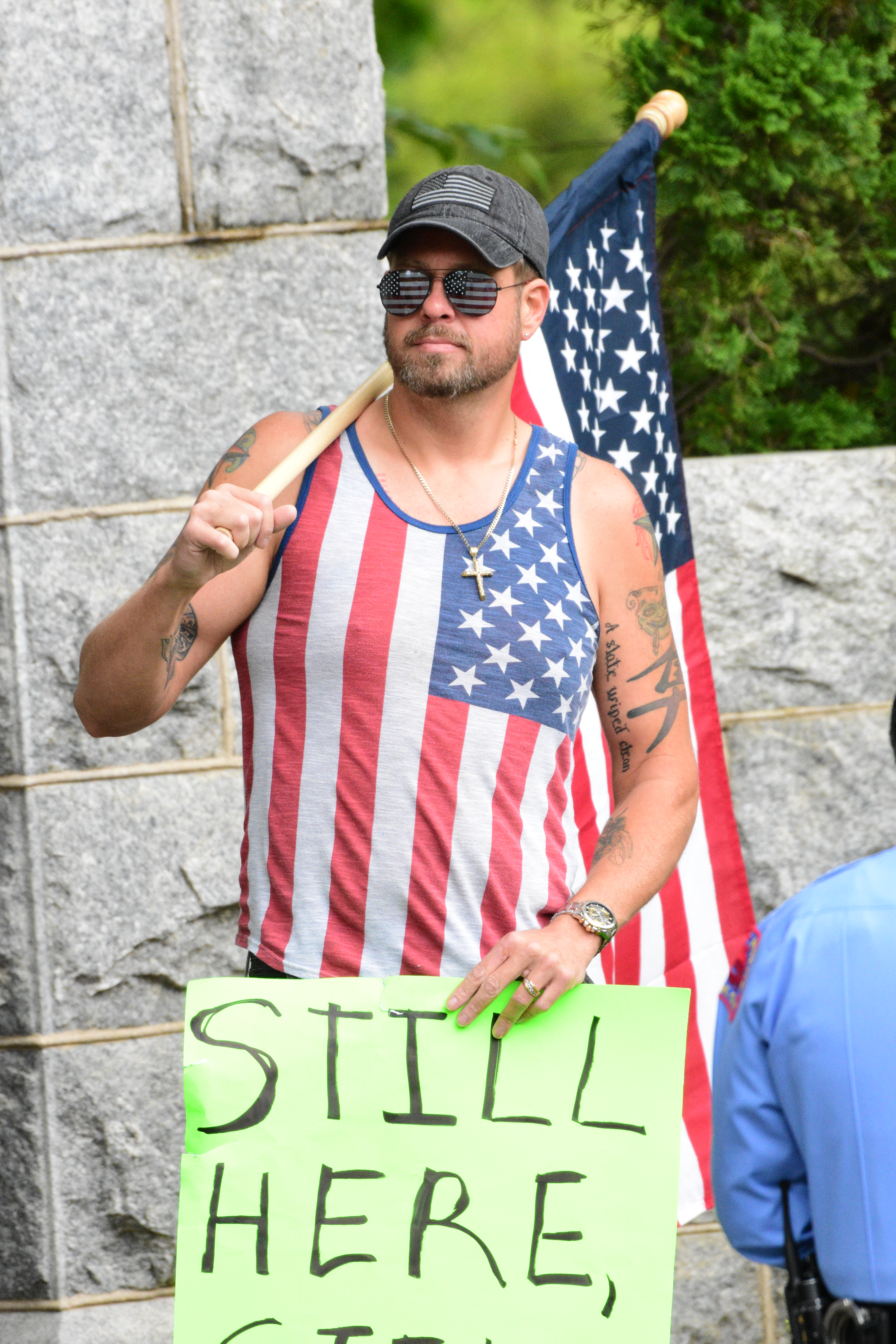
Участник митинга ультраправых, 2020

«Злой белый человек», или «злой белый мужчина» (англ. angry white man, angry white male) — культурный стереотип в отношении белых, придерживающихся консервативных или правых взглядов в контексте политики США и Австралии, которые часто характеризуются «противодействием либеральной антидискриминационной политике» и убеждениям. Термин обычно применяется к белым мужчинам из США и Австралии. Наибольшую угрозу доминированию белых мужчин в Америке представляла иммиграция из небелых стран, включая страны Латинской Америки, Азии и Африки. Согласно стереотипу, иммиграция, мультикультурализм и интеграция с афроамериканцами ещё больше разозлили «злого белого человека».
Термин обычно относится к политическому избирательному блоку, который возник в начале 1990-х годов как реакция на предполагаемую несправедливость, с которой сталкиваются белые мужчины в ситуации квот, связанных с позитивной дискриминацией (предоставлением преимущественных прав или привилегий меньшинствам и другим группам) в трудовой сфере. Согласно стереотипу, «злые белые мужчины» характеризуются враждебностью по отношению к молодежи, женщинам или меньшинствам и к либерализму. Белые мужчины, являющиеся сторонниками Дональда Трампа, описываются некоторыми политическими обозревателями как «злые белые мужчины».

## В Австралии
В Австралии стереотип «злого белого человека» появился во время федеральных выборов в 1998 году. На этих выборах появились новые политические партии на основе возникшего ранее движения за права отцов в Австралии. К ним относятся Партия отмены поддержки семьи / суда по семейным делам и Партия реформы семейного права. Как и в случае с использованием этого термина в Соединённых Штатах, австралийские мужчины, относимые к категории «злых белых мужчин», выступали против того, что они считали феминистической программой. Эти политические партии были созданы как реакция на большое количество женщин, избранных в Палату представителей. Члены этих групп утверждали, что феминистки закрепились во власти и используют её, чтобы преследовать мужчин.
Сенатор Эрик Абец от правоцентристской Либеральной партии Австралии в 2016 году, выступая против раздела 18C Закона о расовой дискриминации 1975 года, заявил: «чрезвычайно странно», что Австралийскую комиссию по правам человека, похоже, не волнует «расистская терминология», такая как «злой белый человек», но волнует, когда для описания кого-либо используется какой-либо другой цвет.

## В популярной культуре

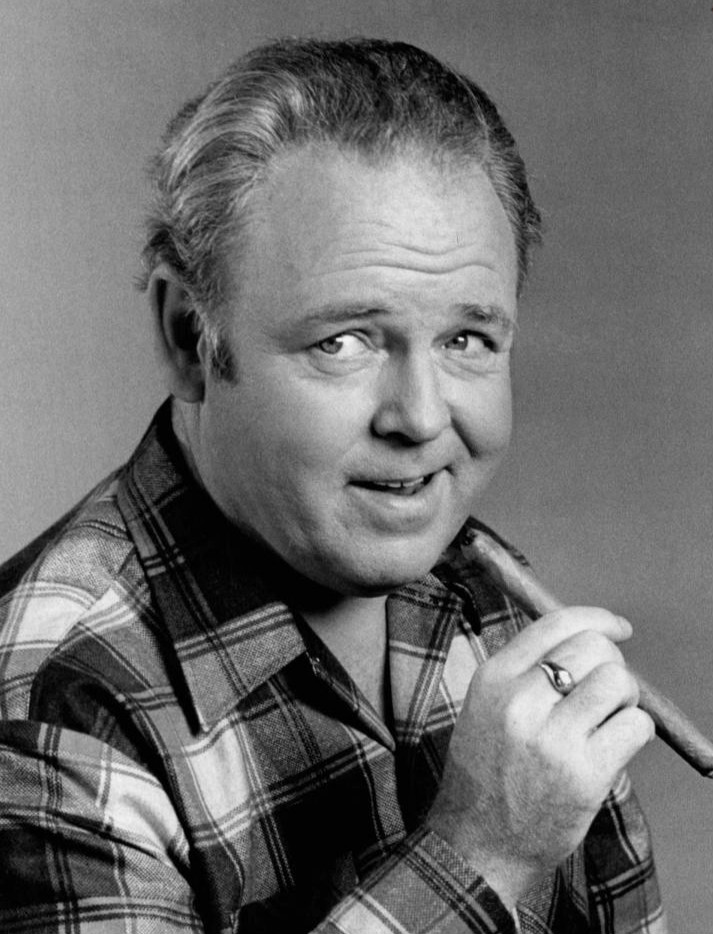
Арчи Банкер в исполнении Кэрролла О’Коннора

Термин применяется к тем, кто считается противником движения за права чернокожих и феминизма второй волны.
Как художественное исследование образа «злого белого человека» описываются фильмы «Джо», «Бешеный бык», «С меня хватит!», «Кобб», «Боже, благослови Америку», «Джокер», «Гран Торино» и роль Клинта Иствуда в «Грязном Гарри». Так, главный герой «С меня хватит!» (разведённый, уволенный с работы инженер, который волею случая и по собственному желанию ввергается в пучину всё возрастающей ярости и насилия) часто характеризуется как пример данного стереотипа.
Согласно CBS News, персонаж Арчи Банкер из телевизионных ситкомов «Все в семье» и «Место Арчи Банкера» «превратил разгневанного белого мужчину в культурную икону». Уолтер Уайт из телесериала «Во все тяжкие» также описывается как «злой белый мужчина».
- Злой белый мужчина — кинокомедия 2011 года, режиссёр Брайан Джеймс О’Коннелл.